# RW Большого Пса
RW Большого Пса (лат. RW Canis Majoris) — одиночная переменная звезда в созвездии Большого Пса на расстоянии (вычисленном из значения параллакса) приблизительно 11758 световых лет (около 3605 парсеков) от Солнца. Видимая звёздная величина звезды — от +11,44m до +10,81m.

## Характеристики
RW Большого Пса — жёлтая пульсирующая переменная звезда, классическая цефеида (DCEP) спектрального класса F5-G2.